# Tondo Baduel
Il Tondo Baduel è un dipinto a tempera su tavola (diametro 155 cm) di Luca Signorelli, databile al 1492-1500 circa e conservato nel Museo Bandini a Fiesole. 

## Storia
L'opera, proveniente dalla collezione Baduel a Castel di Poggio, è una replica autografa di dimensioni superiori della Madonna col Bambino tra i santi Girolamo e Bernardo nella Collezione Corsini di Firenze. Viene in genere indicata come opera derivata da quest'ultima, con una più marcata presenza della bottega.

## Descrizione e stile
Il tondo era un tema tipicamente fiorentino in cui una serie di personaggi, solitamente una Sacra Famiglia o una Madonna col Bambino magari con angeli e/o santi, erano circoscritti nel cerchio cercando di ottenere una piacevole valorizzazione della forma attraverso il vario disporsi dei personaggi.
Maria, al centro, tiene in braccio il Bambino e alza lentamente la mano sinistra, quasi per proteggerlo. Egli si rivolge verso destra, verso san Benedetto (con l'abito benedettino, la penna e il foglio per scrivere la Regola), che lo riguarda, mentre a sinistra si vede san Girolamo, riconoscibile per la lunga barba, la canizie, l'abito eremitico e la pietra con cui era solito battersi il petto in segno di penitenza. I due santi nell'incurvarsi in adorazione assecondano con le schiene la forma del dipinto. 
Tipica dello stile dell'artista di quegli anni è la forte accentuazione plastica delle figure, tramite il panneggio sbalzato come una scultura, soprattutto nell'abito di san Benedetto, e un'impostazione generale dei personaggi assorta a toni malinconici, ma non patetici, come nella produzione popolare ispirata alle prediche savonaroliane. Il vertice qualitativo del tondo è nel volto della Vergine, con i capelli dorati di grande morbidezza, l'incarnato compatto e delicato.